# Fujikawa
Fujikawa (富士川町 Fujikawa-chō?) es un pueblo en la prefectura de Yamanashi, Japón, localizado en la parte central de la isla de Honshū, en la región de Chūbu. Tenía una población estimada de 14 004 habitantes el 1 de marzo de 2021 y una densidad de población de 125 personas por km².

## Geografía
Fujikawa está localizado en el suroeste de la prefectura de Yamanashi, bordeado al oeste por el monte Kushigatayama de 2000 metros y el río Fuji al este. En términos de uso del suelo, el 81% del área del municipio está cubierto de bosques.

## Historia
Durante el período Edo, toda la provincia de Kai era territorio bajo el control directo del shogunato Tokugawa. Durante la reforma catastral de principios del período Meiji, el 1 de abril de 1889 se creó y organizó el distrito Minamikoma con 22 villas en la prefectura de Yamanashi. La villa de Kajikazawa fue elevada al estado de pueblo el 1 de agosto de 1898 y Masuho el 3 de abril de 1951.
En 2003 se planteó una propuesta para fusionar Masuho y Kajikazawa con Ichikawadaimon, Mitama y Rokugō del distrito de Nishiyatsushiro en una nueva ciudad, o para fusionarlos con la vecina Minami-Alps. La propuesta no tuvo éxito y, en cambio, los tres pueblos de Nishiyatsushiro se fusionaron para formar Ichikawamisato el 1 de octubre de 2005, mientras que Masuho y Kajikazawa se fusionaron para formar Fujikawa el 8 de marzo de 2010.

## Demografía
Según los datos del censo japonés, la población de Fujikawa ha disminuido gradualmente en los últimos 60 años.
| Gráfica de evolución demográfica de Fujikawa entre 1960 y 2015 |
|                                                                |
| Oficina de Estadística de Japón                                |